# Pavel Krotov
Pavel Vadimovitch Krotov (en russe : Павел Вадимович Кротов), né le 24 avril 1992 à Iaroslavl (Russie) et mort le 25 mars 2023, est un skieur acrobatique russe spécialisé dans les épreuves de saut acrobatique.

## Biographie
Le 15 janvier 2012, Pavel Krotov obtient son premier podium et victoire en Coupe du monde à Mont Gabriel.
Aux Jeux olympiques d'hiver de 2014 à Sotchi, il prend la dixième place dans la finale du saut acrobatique.
Aux Jeux olympiques d'hiver de 2018 à Pyeongchang, il obtient une quatrième place dans la finale du saut acrobatique.
Aux Championnats du monde de ski acrobatique 2021 à Aspen, il remporte la médaille d'or en saut par équipes et la médaille de bronze en individuel.
Il meurt d'une hémorragie cérébrale à l'âge de 30 ans.

## Palmarès

### Jeux olympiques d'hiver
| Épreuve / Édition   | Saut |
| JO 2014 Sotchi      | 10e  |
| JO 2018 Pyeongchang | 4e   |

### Championnats du monde
| Épreuve / Édition         | Saut                      | Saut par équipes     |
| Mondiaux 2011 Deer Valley | 11e                       | -                    |
| Mondiaux 2015 Kreischberg | 19e                       | -                    |
| Mondiaux 2019 Park City   | 4e                        | -                    |
| Mondiaux 2021 Aspen       | Médaille de bronze, monde | Médaille d'or, monde |

### Coupe du monde
- Meilleur classement général : 12e en 2020.
- Meilleur classement en saut : 2e en 2020.
- 6 podiums dont 2 victoires.